# Simone Opitz
Simone Opitz (Sonneberg, 13 luglio 1963) è un'ex fondista tedesca.
Fino alla riunificazione della Germania (1990) gareggiò per la nazionale tedesca orientale.

## Biografia
In Coppa del Mondo ottenne il primo risultato di rilievo il 14 febbraio 1985 a Klingenthal (18ª), il primo podio il 11 gennaio 1986 a Les Saisies (3ª) e l'unica vittoria il 18 gennaio successivo a Nové Město na Moravě.
In carriera prese parte a due edizioni dei Giochi olimpici invernali, Calgary 1988 (13ª nella 5 km, 10ª nella 10 km, 5ª nella 20 km, 5ª nella staffetta) e Albertville 1992 (27ª nella 5 km, 8ª nella 30 km, 12ª nell'inseguimento, 8ª nella staffetta), e a due dei Campionati mondiali (4ª nella staffetta a Oberstdorf 1987 il miglior risultato).

## Palmarès

### Coppa del Mondo
- Miglior piazzamento in classifica generale: 5ª nel 1986
- 3 podi (tutti individuali[1]):
  - 1 vittoria
  - 1 secondo posto
  - 1 terzo posto

#### Coppa del Mondo - vittorie
| Data            | Località             | Nazione        | Spec.    |
| --------------- | -------------------- | -------------- | -------- |
| 18 gennaio 1986 | Nové Město na Moravě | Cecoslovacchia | 20 km TL |

Legenda:

TL = tecnica libera